# Wälzebach (Kappelbach)
Der Wälzebach, andere Schreibweise Welzebach, ist ein etwa 4 km langer Bach in Osterode und Neustadt, zwei zur Landgemeinde Harztor gehörende Ortsteile im thüringischen Landkreis Nordhausen.

## Verlauf
Seine Quelle liegt am südöstlichen Hang des Falkenstein, einem 543 m hohen Berg nördlich des Dorfes Osterode im Naturpark Südharz. Von dort fließt der Bach nach Südsüdwesten, erreicht den obig genannten Ort und wird am Fuß des 311 m hohen Bornberg verrohrt. Unweit trifft er dann auf die Landesstraße L 2075 (Osteröder Hauptstraße) und folgt ihr unterirdisch bis an den östlichen Ortsrand von Osterode. Etwa 450 m weiter bachabwärts, am westlichen Bebauungsrand von Neustadt, knickt er von östlich-südöstlicher Richtung nach Südwest ab. Hier liegt ein Neubaugebiet mit der nach ihm benannten Straße Am Wälzebach am rechten Ufer. Das Wohngebiet hinter sich gelassen, erreicht er die L 1037. Dieser folgt er an ihrer Nordseite auf etwa 150 m Länge nach Westen und mündet dann in den dort von Osten kommenden und die L 1037 von Süden unterquerenden Kappelbach. Dieser verläuft danach weiter nach Westen und mündet schließlich bei Krimderode, einem nördlichen Stadtteil von Nordhausen, in die Zorge.